# Rondon
Rondon là một đô thị thuộc bang Paraná, Brasil. Đô thị này có diện tích 556,082 km², dân số năm 2007 là 9385 người, mật độ 15,2 người/km².